# Derthona Foot Ball Club 1925-1926
Questa pagina raccoglie le informazioni riguardanti il Derthona Foot Ball Club nelle competizioni ufficiali della stagione 1925-1926.

## Stagione
Partiti ancora una volta all'assalto di una vittoria sul campo, i Leoncelli ebbere quale strenuo avversario la Biellese.
La lotta fu veramente accanita e i biellesi riuscirono a spuntarla con un solo punto di differenza grazie al riposo dovuto ad un calendario zoppo.
Il campionato era già terminato quando poi, grazie alla Carta di Viareggio, la FIGC ordinò la fine della stagione con la mancata disputa delle finali. I leoncelli in ogni caso furono ammessi alla nuova Prima Divisione, un campionato ancor più costoso visto il tenore delle importanti squadre in lizza.

## Rosa
| N. |                   | Ruolo | Calciatore        |
| -- | ----------------- | ----- | ----------------- |
|    | Italia (bandiera) | P     | Ercole Vampa      |
|    | Italia (bandiera) | D     | Onorato Bonzani   |
|    | Italia (bandiera) | D     | Giovanni Nizzi    |
|    | Italia (bandiera) | D     | Mario Rabaglio    |
|    | Italia (bandiera) | D     | Antonio Re        |
|    | Italia (bandiera) | C     | Marziano Barbieri |
|    | Italia (bandiera) | C     | Pietro Bonelli    |
|    | Italia (bandiera) | C     | Tito Carbone      |

| N. |                     | Ruolo | Calciatore                 |
| -- | ------------------- | ----- | -------------------------- |
|    | Italia (bandiera)   | C     | Pietro Ferrari             |
|    | Italia (bandiera)   | C     | Guido Gaviglio             |
|    | Italia (bandiera)   | C     | Natale Muratori            |
|    | Italia (bandiera)   | A     | Armando Bellolio           |
|    | Ungheria (bandiera) | A     | Dezső Gencsy               |
|    | Italia (bandiera)   | A     | Carlo Gianelli             |
|    | Italia (bandiera)   | A     | Mario Piccinini            |
|    | Italia (bandiera)   | A     | Giovanni Battista Traverso |